# 基爾站
基爾站是一座多倫多地鐵布魯亞－丹佛線車站，坐落加拿大安大略省多倫多基爾街（Keele Street）和布魯亞西街（Bloor Street West）的交界處以北，鄰近海柏公園的東北角，於1966年2月26日聯同該地鐵線的首期路段一起開幕後成為其西端終點站，直至該線於1968年往西延長至依士靈頓站為止。
下列由多倫多公車局營運的巴士線駛經基爾站：
- 41號基爾巴士線（Keele）
- 80號女皇道巴士線（Queensway）
- 89號韋斯頓巴士線（Weston）

## 外部連結
- 维基共享资源上的相關多媒體資源：基爾站
- （英文）TTC Keele Station （页面存档备份，存于）－多倫多公車局網站 基爾站頁面